# Viscomtat
Viscomtat település Franciaországban, Puy-de-Dôme megyében. Lakosainak száma 503 fő (2022. január 1.). Viscomtat Noirétable, Celles-sur-Durolle, Chabreloche, Sainte-Agathe és Vollore-Montagne községekkel határos.

## Népesség
A település népessége az elmúlt években az alábbi módon változott:
| Lakosok száma | 555  | 545  | 530  | 522  | 516  | 511  | 505  | 503  |
|               | 2013 | 2015 | 2017 | 2018 | 2019 | 2020 | 2021 | 2022 |